# François Robert Ingouf
Pour les articles homonymes, voir Ingouf.
François Robert Ingouf, dit Ingouf le Jeune, est un graveur d'interprétation buriniste et aquafortiste français né à Paris le 22 novembre 1747 et mort à Paris le 17 juin 1812.

## Biographie

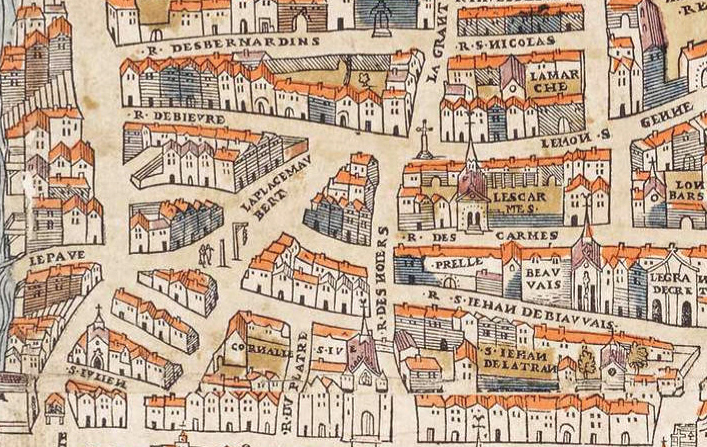
La place Maubert et le quartier Saint-Jacques, sur le Plan de Truschet et Hoyau.

Né probablement du mariage le 17 juillet 1742 de Pierre Robert Ingouf et de Jeanne Françoise Lantenois (Amiens, 1717 - ?), François Robert Ingouf est le frère cadet du graveur Pierre-Charles Ingouf (dit l'aîné, 1746-1812) et est comme lui élève de Jean-Jacques Flipart. Si les relations avec ce dernier sont appelées à durer dans l'amitié intime, François Robert Ingouf est également cité parmi les élèves de Jean-Georges Wille. On relève, dans le Journal de ce dernier en date du 2 août 1766 (notre artiste est alors âgé de 18 ans), que, à la suite du mécontentement exprimé par Jean-Baptiste Greuze quant à l'interprétation de ses œuvres par Jean-Michel Moreau, c'est le jeune Ingouf que Wille charge de leur achèvement.
François Robert Ingouf est marié à Sophie Gobiat (?-1813) et est installé successivement rue du Plâtre-Saint-Jacques (1759), rue des Noyers (au n°12 en 1794, au n°25 en 1807), enfin au 6, rue des Bernardins en 1812. Il a pour élève Jean-François Ribault.
Les traits de François Robert Ingouf nous restent fixés par un autoportrait au pastel conservé dans les collections du Château de Versailles.

## Son œuvre

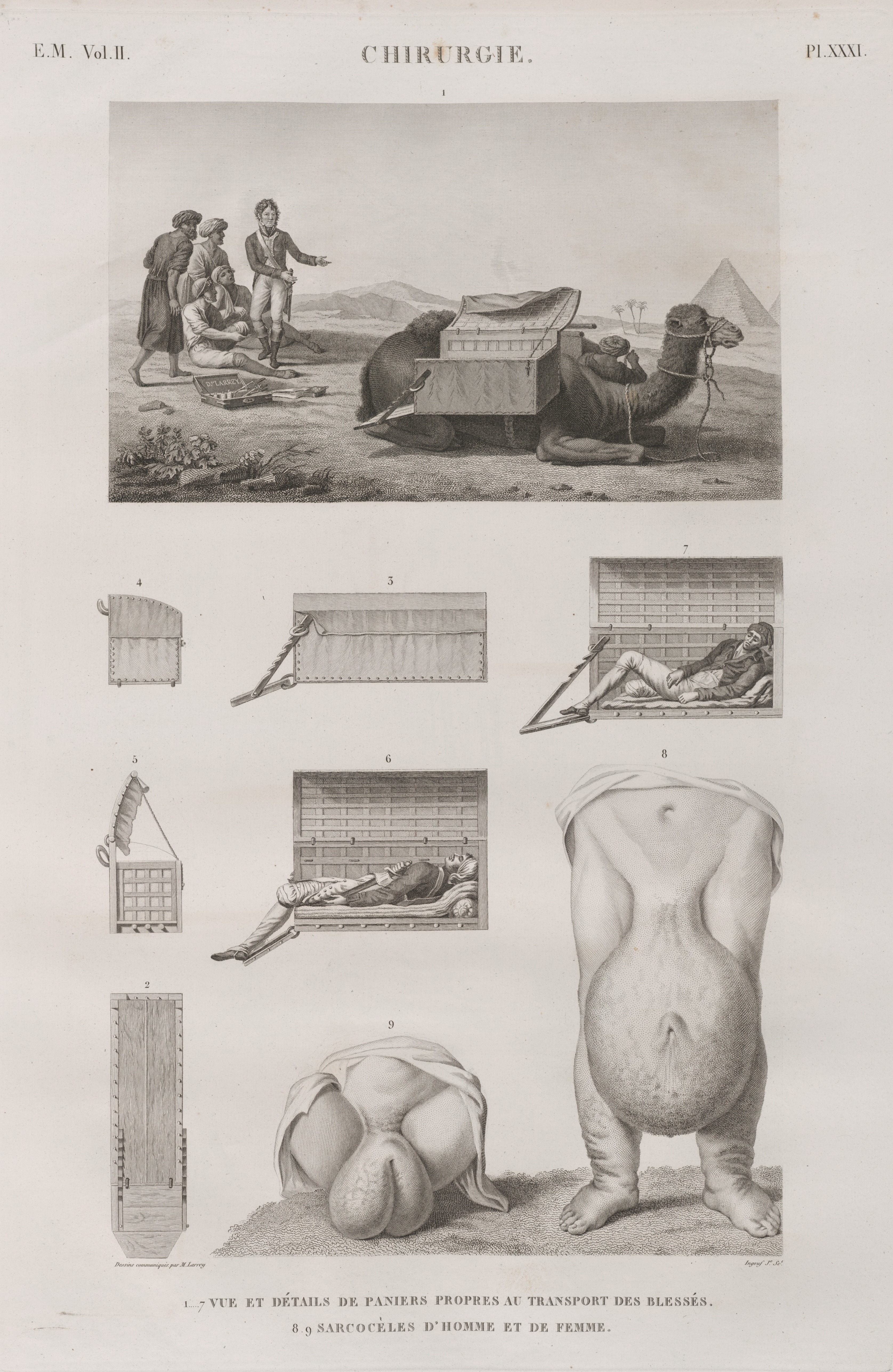
Description de l'Egypte, Chirurgie, Pl.31, 1809

### Contributions bibliophiliques (ordre chronologique)
- Portrait d'Aulus Cornelius Celsus, en médaillon avec serpente et culs-de-lampe pour De re medica libri octo, ex fide manuscriptorium codicum et vetustissimorum librorum,, summâ diligentiâ studiosummoque recensuit J. Valart d'Aulus Cornelius Celsus, Pierre-François Didot le Jeune, Paris, 1772.
- Gravures d'après Eustache Le Sueur pour Synopsis universae praxeos medicae de Joseph Lieutaud, Pierre-François Didot le Jeune, Paris, 1772.
- Augustin de La Balme, Essai sur l'équitation ou principes raisonnés sur l'art de monter et de dresser les chevaux, frontispice montrant, gravé par François Robert Ingouf d'après Jean-Michel Moreau, l'auteur en posture à cheval, à Amsterdam et se trouve à Paris chez Jombert fils aîné, Ruault, 1773[4].
- Jean-Baptiste-Michel Bucquet, Introduction à l'étude des corps naturels tirés du règne végétal, Veuve Hérimont, Paris, 1773.
- Louis Drummond, comte de Melfort, Traité sur la cavalerie, Imprimerie de Guillaume Desprez, Paris, 1776[5].
- La mort de Claude Anet - « Chères et précieuses larmes ! Elles furent entendues et coulèrent de tout mon cœur », gravure d'après Jacques Barbier (vers 1753 - ?) pour le livre V (Les Confessions), collection complète des œuvres de Jean-Jacques Rousseau, Genève, 1782.
- Portrait de Crébillon, gravure sur cuivre en frontispice d'après Maurice Quentin de La Tour, Atrée et Thyeste et Catalina - Qu'heureusement pour vous, la force m'abandonne, gravures d'après Clément-Pierre Marillier (avec Charles-Eugène Duponchel, Charles-François-Adrien Macret et Philippe Trière) pour Les œuvres complètes de Crébillon, trois volumes, Libraires associés, Paris, 1785.
- Canadiens au tombeau de leur enfant[6], estampe, H. 59 ; L. 45, 1786, musée du Nouveau Monde de La Rochelle.
- Deux Turcs assis, gravure d'après Jean Baptiste Hilair pour Tableau général de l'Empire othoman (sic) d'Ignace Mouradja d'Ohsson, 1788[7].
- Gravures pour le Monument du costume physique et moral de la fin du XVIIIe siècle de Sigmund Freudenberger, 1789 : La Soirée d'hiver[8], La Promenade du soir[9], L'événement au bal[10].
- Mais elle m'arrêta et m'imposa le silence en mettant un de ses doigts sur la bouche, gravure pour Lettres d'une Péruvienne de Françoise de Graffigny, Imprimerie de Migneret, rue Jacob, Paris, 1797.
- Gabriel de La Porte du Theil, Jacques-Guillaume Legrand et Louis-Mathieu Langlès, Voyage pittoresque de la Syrie, de la Phénicie, de la Palestine et de la Basse Egypte, 330 planches dont François Robert Ingouf, gravées d'après les dessins de Louis-François Cassas, Imprimerie de la République, 1799.
- Barthélemy Faujas de Saint-Fond, Histoire naturelle de la Montagne de Saint-Pierre de Maestricht - tome 2 : planches, chez Deterville, libraire, 1799.
- Vierge à l'enfant avec Saint Jean-Baptiste, d'après Raphaël Sanzio, et L'adoration des bergers, d'après José de Ribera, gravures pour Le Musée français de Robillard-Peronville et Pierre Laurent, quatre volumes, Pierre Didot l'Aîné, 1803-1809.
- Chirurgie - Planche 31 : Vue et détails de paniers propres au transport des blessés ; Sarcocèles d'homme et de femme, gravure d'après Dominique-Jean Larrey pour Description de l'Egypte ou recueil des observations et des recherches qui ont été faites en Egypte pendant l'expédition de l'armée française, Imprimerie impériale, Paris, 1809[11].

### Artistes interprétés (ordre alphabétique)

Le soldat en semestre, d'après Sigmund Freudenberger

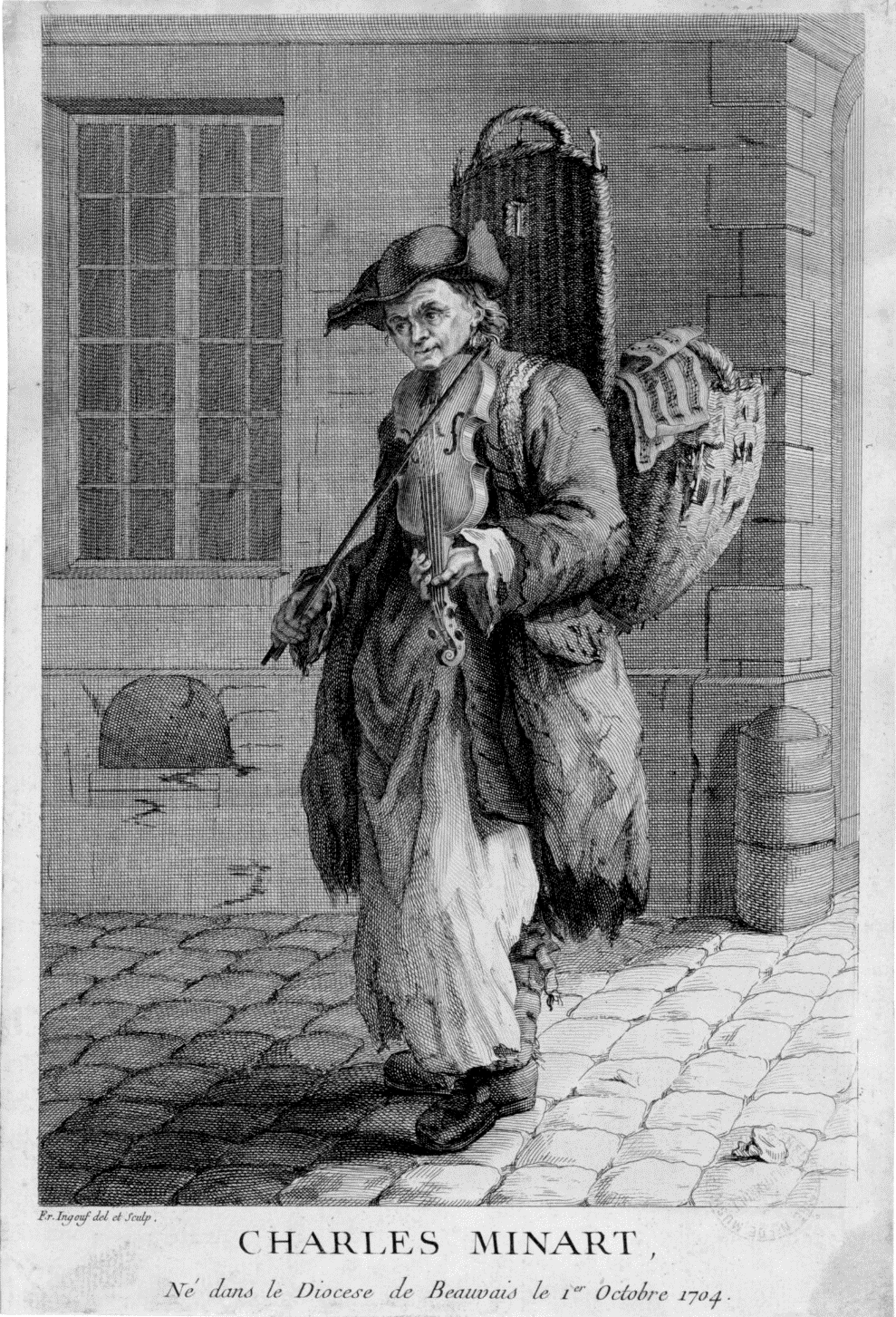
Charles Minart, né dans le diocèse de Beauvais

- Charles Benazech, La liberté du braconnier, Le retour du laboureur[12].
- Pierre-François Berruer, Philippe Néricault Destouches[13].
- Charles-Nicolas Cochin, La bénignite.
- Julian Davila, Dame créole du Pérou vêtue selon l'usage de Lima[14], Indienne du Pérou vêtue selon l'usage du pays[15].
- Willem den Elger, Johan van Oldenbarnevelt.
- Adam François van der Meulen, Marche de bagages et Halte d'officiers, vers 1770[12].
- Adriaen van der Werff, Le sentiment contraire à la pensée (garçonnet présentant un oiseau à un chat)[16].
- Gérard Dou, Gérard Dou jouant du violon à sa croisée[17].
- Hubert Drouais, Portrait d'Armand-Jérôme Bignon.
- Jean-Démosthène Dugourc, Allégorie sur le mariage du Dauphin avec Marie-Antoinette.
- Sigmund Freudenberger, Le négociant ambulant, Le soldat en semestre[18].
- Jean-Baptiste Greuze, La paix du ménage[19], Jeune fille[20], La bonne éducation, La fille confuse[21], Le petit Napolitain.
- Noël Hallé, Portrait de Paul Charles Lorry[22].
- Girard Herbin, Jacques Davy du Perron.
- Gerrit van Honthorst, Adrian Paw, Grand Pensionnaire à la Cour de Hollande, ambassadeur des Provinces-Unies à la Cour de France.
- François Robert Ingouf lui-même, Portrait de son maître et ami intime Jean-Jacques Flipart, Portrait de Frédéric-Henri d'Orange-Nassau, Portrait de Jean-Maurice de Nassau-Siegen, Michel Le Clerc, né à Dourdan le 19 mars 1685, Charles Minart, né dans le diocèse de Beauvais le 1er octobre 1704[23] ; Portrait de Mathieu de Montreuil[24] ; Jean-Jacques Dortous de Mairan[25] ; Portrait de Mathurin Regnier ; Aly Osman ; Tableau pittoresque, astronomique et moral des jours et des nuits, avec la concordance perpétuelle entre le calendrier vulgaire et le calendrier de l'ère républicaine qui a commencé le 22 septembre 1792, et la correspondance entre les heures anciennes et les heures décimales[26].
- Pierre Gérard Ingouf, Scène de l'opéra "Zémire et Azor".

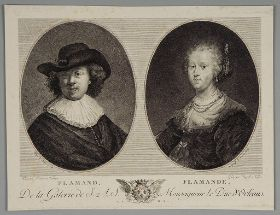
Jacques Voyez, Flamand, et François Robert Ingouf, Flamande, d'après Rembrandt

- Jean-Jacques Le Barbier, Le lévite d'Ephraïm ; Un Canadien et sa femme pleurant sur le tombeau de leur enfant, 1786.
- Charles Le Brun, Portraits de Pierre Corneille[27] et de Claude-Emmanuel Luillier, dit Chapelle[28].
- Eustache Le Sueur, Alexandre et son modèle.
- Marianne Loir, Portrait de J.N. Regnault[29].
- Pierre de Lorme, Portrait de François Petit (1681-1766), premier médecin du Duc d'Orléans[30].
- Clément-Pierre Marillier, Portrait de Jean-Jacques Rousseau[12].
- Gabriel Metsu, Femme assise à sa table, Couple et servante dans un intérieur.
- Jean-Michel Moreau, « Que tout m'étonne dans vos desseins et dans votre personne » (Voltaire, Le droit su seigneur, Acte III, scène 6)[31].
- Bartolomé Esteban Murillo, L'Annonciation.
- Robert Nanteuil, Portrait de Jean-François Sarrasin[25].
- Claude Pougin de Saint-Aubin, Portraits de Joseph de La Porte, de Marivaux et de Pierre Guillaume Simon[32].
- André Pujos, Portrait de Joseph Jérôme Lefrançois de Lalande[33].
- Antoine Ranc, Portrait d'Antoine Houdar de La Motte.
- Jean-Baptiste Regnault, Le Déluge[34].
- Rembrandt, Flamand et Flamande, épreuve co-gravée avec « Voyer le Jeune » (l'abbevillois Jacques Voyez, selon la B.N.F.).
- José de Ribera, Isaac bénissant Jacob[35], L'adoration des bergers[36], Saint Barthélemy[37].
- Hyacinthe Rigaud, Nicolas Boileau-Despreaux[38].
- Augustin de Saint-Aubin, Portrait d'Alexis Piron.
- Jean-Baptiste Santerre, Portrait de Jean Racine[39].
- Raphaël Sanzio (sur un dessin de Philippe Chéry), Vierge à l'enfant avec Saint-Jean-Baptiste, dite Vierge au linge<[25].
- Aert Schouman, Portrait de Corneille van Aarsen.
- Jean Tortebat, Portrait de Charles Perrault.
- Guillaume Voiriot, Bernard le Bouyer de Fontenelle.
- Louis Vigée, Portrait d'Antoine de Sartine.
- Pierre-Alexandre Wille, Tom Jones.

## Réception critique

### XIXesiècle
- « C'est par la délicatesse du burin, par la grâce et la variété des tailles, et surtout par la pureté des teintes que se distinguent les estampes de M. Ingouf. L'Adoration des bergers offre de plus un mérite très rare dans les gravures modernes, cette vivacité d'effet qui naît de la vigueur des ombres et de l'éclat des lumières ménagées avec art et mises en harmonie... L'esprit et le brillant de la pointe ont été respectés par le burin, dont le fini refroidit, détruit même presque toujours cette partie si précieuse du travail du graveur, et qu'on peut considérer comme la pierre de touche de son talent. François Robert Ingouf, né à Paris, y est mort le 17 juin dernier. Il avait 64 ans. » - Journal de Paris politique, commercial et littéraire, n°244, lundi 31 août 1812
- « En général, les estampes d'Ingouf sont d'un bon ton de couleur et annoncent beaucoup d'entente du clair-obscur. La variété qu'il a su répandre dans ses travaux rend avec un naturel parfait chaque objet, et supplée, autant que possible, l'absence du coloris. Il a su, avec la seule combinaison du noir et du blanc, unique ressource de la gravure pour rendre la nature avec fidélité, donner une juste idée de l'harmonie et de la couleur des tableaux qu'il a traduits, talent d'autant plus rare qu'il arrive souvent que le graveur qui croit le saisir tombe dans la manière et l'exagération. » - Antoine-Vincent Arnault[40]
- « Ses ouvrages se font remarquer en général par un bel effet et une variété de teintes tonnantes. » - Philippe Le Bas[41]
- « Il avait un burin très fin, comme en témoignent les estampes gravées pour le Monument du costume... Ingouf le Jeune semble du reste avoir été fort apprécié de son temps. Sur l'épreuve d'une figure gravée par lui pour le Théâtre de Crébillon, Marillier a écrit : "Je suis très content de la planche de M. Ingouf. Je lui en ferai mon compliment lorsque je serai à Paris... J'en suis si content que je désirerais fort que M. Ingouf voulût se charger d'un autre dessin de la même suite dont le sujet est bien intéressant. Il m'obligerait sensiblement. » - Baron Roger Portalis et Henri Béraldi[42]

### XXIesiècle
- « La distorsion dans la représentation de l'Amérique est très révélatrice des idées qui animent la France de la fin du XVIIIe et du début du XIXe siècle, souligne Peggy Davis[43], professeur au département d'histoire de l'art de l'UQAM (Université du Québec à Montréal). "L'Amérique est porteuse des valeurs de liberté et d'exotisme. Elle répond à une aspiration profonde et à un idéal. On regarde du côté du Nouveau Monde en souhaitant y trouver un modèle pour l'Ancien. On y cherche la pureté des mœurs pour contrer la dégénérescence de la société française... Après la Révolution française, par exemple, on remarque une forte tendance à s'émouvoir devant les rites funèbres des Amérindiens et à citer en exemple la noblesse et la sensibilité de ce peuple simple et vertueux". Les Canadiens au tombeau de leur enfant devint dans les années 1790 un symbole universel d'amour parental et de respect envers les morts. Cette scène touchante montre un couple d'Indiens du Canada éplorés. À côté de son époux mélancolique appuyé au tombeau, la mère pleure en arrosant de son lait l'herbe qui recouvre la tombe de son enfant mort. Notons que la pratique de l'allaitement funèbre, décrite par les ethnographes de l'époque, s'explique par une croyance répandue dans les tribus amérindiennes selon laquelle les morts ont les mêmes besoins que les vivants ; le nourrisson étant incapable de subvenir à ses propres besoins, sa mère doit l'allaiter, explique l'historienne. Dans le contexte où la mère européenne confie son enfant à une nourrice mercenaire, les mœurs des Sauvages, qui ont donné lieu à une abondante iconographie, sont porteuses de leçon morale. » - Michèle Leroux[44]
- « Un Canadien et sa femme pleurant sur le tombeau de leur enfant, reproduit en gravure par François Robert Ingouf, porte sur la pratique de l'allaitement funèbre décrite par l'abbé Raynal dans l'histoire philosophique et politique des établissements et du commerce des Européens dans les deux Indes (1770) et le missionnaire jésuite Joseph François Lafitau dans les Mœurs des Sauvages américains, comparées aux mœurs des premiers temps, publiées en 1724. La mère continue de nourrir son enfant mort en versant son lait sur le feu ou la tombe de ce dernier. À travers cette œuvre se manifeste la connaissance d'une coutume funéraire amérindienne faisant office de plaidoyer en faveur de l'allaitement maternel et de ses bienfaits. Elle sert de modèle, en conformité avec les conceptions de l'époque sur l'éducation des enfants, développées dans les essais de Madame d'Epinay et répandues après la publication de l'Emile ou De l'éducation (1762) de Jean-Jacques Rousseau. L'œuvre gravée par Ingouf condense un savoir pré-anthropologique et rend hommage à la dévotion des parents amérindiens envers leur enfant. » - Agathe Cabau[45]

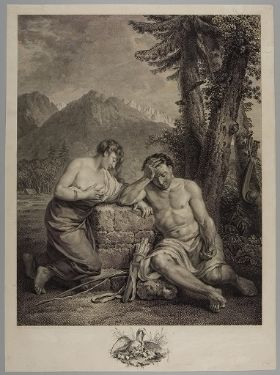
Canadiens pleurant sur le tombeau de leur enfant, 1786

## Musées et collections publiques

### France

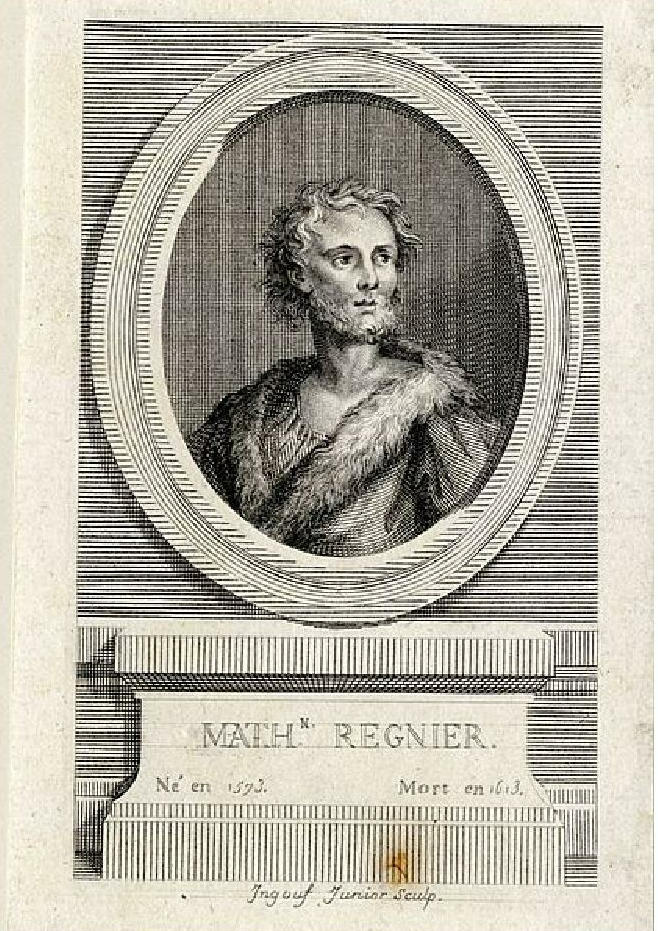
Portrait de Mathurin Régnier

- Musée d'Aquitaine, Bordeaux, Un Canadien et sa femme pleurant sur la tombe de leur enfant, d'après Jean-Jacques Le Barbier.
- Bibliothèque de Bourg-en-Bresse, Portrait de Joseph Jérôme Lefrançois de Lalande, d'après André Pujos[46].
- Musée du Nouveau Monde, La Rochelle, Un canadien et sa femme pleurant sur la tombe de leur enfant, d'après Jean-Jacques Le Barbier[47].
- Musée d'Orbigny Bernon, La Rochelle, Le retour du laboureur, d'après Charles Benazech.
- Musée municipal de La Roche-sur-Yon, Buste à l'antique, dessin à la sanguine attribué à François-Robert Ingouf[25].
- Musée d'art et d'histoire Louis-Senlecq, L'Isle-Adam, Un Canadien et sa femme pleurant sur la tombe de leur enfant, d'après Jean-Jacques Le Barbier ; Portrait de Jean-Jacques Dortous de Mairan[25].
- Musée Médard, Lunel, Portrait de Mathurin Régnier.
- Musée des beaux-arts d'Orléans, Vierge à l'enfant avec Saint-Jean-Baptiste, dite Vierge au linge, d'après Raphaël Sanzio[25].
- Cabinet des estampes de la Bibliothèque nationale de France, Paris.
- Musée Carnavalet, Paris.
- Musée du Louvre, Paris, La création d'Eve, lavis de sépia[25], Le négociant ambulant, d'après Sigmund Freudenberger[48], La paix du ménage, d'après Jean-Baptiste Greuze[19].
- Musée de Vendôme, Portrait de Jean-François Sarrasin, d'après Robert Nanteuil[25].
- Bibliothèque municipale de Versailles, La mort de Claude Anet, d'après Jacques Barbier (pour la collection complète des œuvres de Jean-Jacques Rousseau), 1782.
- Château de Versailles, Nicolas Boileau-Despreaux, d'après Hyacinthe Rigaud[38] ; Pierre Corneille, d'après Charles Le Brun[27] ; Gérard Dou jouant du violon à sa croisée d'après Gérard Dou[17] ; Mathieu de Montreuil, d'après François Robert Ingouf lui-même[24] ; Philippe Néricault Destouches, d'après Pierre-François Berruer ; François Petit, d'après Pierre de Lorme[30] ; Jean Racine, d'après Jean-Baptiste Santerre[49] ; J.N. Regnault, d'après Madeleine Loir[29] ; Pierre-Guillaume Simon, d'après Claude Pougin de Saint-Aubin, 1786[32].

### Allemagne
- Staatliche Graphische Sammlung, Munich, Portrait de Jean Racine, d'après Jean-Baptiste Santerre[39].
- Musée LWL d'art et de culture (de), Münster, Portrait de Jacques Davy du Perron, d'après Girard Herbin.
- Herzog August Bibliothek, Wolfenbüttel, Portrait de Joseph Jérôme Lefrançois de Lalande, d'après André Pujos[33].

### Espagne
- Musée des beaux-arts de Cordoue, Saint Barthélemy, d'après José de Ribera.
- Musée du Prado, Madrid, Saint Barthélemy, d'après José de Ribera.
- Université Complutense de Madrid, Synopsis universae praxeos medicae de Joseph Lieutaud, gravures de Pierre Robert Ingouf d'après Eustache Le Sueur, 1772.

### Finlande
- Galerie nationale de Finlande, Helsinki, La fille confuse, d'après Jean-Baptiste Greuze, 1773.

### Italie
- Château des Sforza, Milan (collection d'estampes Achille-Bertarelli), Gérard Dou jouant du violon à sa croisée, d'après Gérard Dou[50].
- Istituto Nazionale per la Grafica, Rome, La bonne éducation, La paix du ménage, La fille confuse, d'après Jean-Baptiste Greuze.

### Pays-Bas
- Musée du couvent Sainte-Catherine, Utrecht Deux têtes d'apôtres, dessin.

### Royaume-Uni
- Fitzwilliam Museum, Université de Cambridge, six gravures.
- British Museum, Londres, Atrée et Thyeste, d'après Clément-Pierre Marillier (pour les œuvres complètes de Crébillon), 1785 ; vingt-huit autres gravures[51].
- Royal Collection, Londres, Le Monument du costume.
- Victoria and Albert Museum, Londres, Le lévite d'Ephraïm, d'après Jean-Jacques Le Barbier.
- Upton House, Warwickshire, La soirée d'hiver et La promenade d'histoire, d'après Sigmund Freudenberger[9].

### Slovaquie
- Galerie municipale de Bratislava, La Promenade du soir, d'après Sigmund Freudenberger[52].

### Suède
- Nationalmuseum, Stockholm, La soirée d'hiver, L'événement au bal, La promenade du soir, d'après Sigmund Freudenberger.

### Suisse
- Musée d'art et d'histoire de Genève, huit gravures[12].

### République tchèque
- Galerie Morave de Brno, La fille confuse, d'après Jean-Baptiste Greuze[53].

### Canada

Le négociant ambulant, d'après Sigmund Freudenberger

- Musée national des beaux-arts du Québec, Québec, Canadien et sa femme pleurant sur le tombeau de leur enfant, d'après Jean-Jacques Le Barbier.
- Bibliothèque de livres rares et collections spéciales de l'Université de Montréal, Isaac bénissant Jacob, d'après José de Ribera[35].
- Bibliothèque publique de Toronto, Canadien et sa femme pleurant sur le tombeau de leur enfant, d'après Jean-Jacques Le Barbier.

### États-Unis
- Musée des beaux-arts de Boston, Couple et servante dans un intérieur, d'après Gabriel Metsu.
- Musées d'art de Harvard, Cambridge (Massachusetts), onze gravures[54].
- Art Institute of Chicago, La soirée d'hiver, d'après Sigmund Freudenberger[55].
- Centre d'art britannique de Yale, New Haven, Traité sur la cavalerie de Louis Drummond, comte de Melfort.
- Metropolitan Museum of Art, New York, La fille confuse, d'après Jean-Baptiste Greuze.
- Smith College Museum of Art, Northampton (Massachusetts), Le Négociant ambulant, d'après Sigmund Freudenberger.
- Philadelphia Museum of Art, Philadelphie, Chirurgie, d'après Dominique-Jean Larrey[11].
- San Francisco De Young Museum, Portrait de Paul Charles Lorry, d'après Noël Hallé[22] ; Portrait de Claude Emmanuel Luillier, dit Chapelle, d'après Charles Le Brun[28].
- National Gallery of Art, Washington, La Soirée d'hiver[8] et L'événement au bal[10], d'après Sigmund Freudenberger.
- Clark Art Institute, Williamstown (Massachusetts), La Promenade du soir, d'après Sigmund Freudenberger[56].

## Distinctions
- Membre de l'Académie royale des beaux-arts Saint-Ferdinand de Madrid et de l'Académie royale des beaux-arts de San Carlos de Valence[57], François Robert Ingouf eut donc une relation à l'Espagne qui n'est pas historiquement cernée[58].